# Nyctemera zoilides
Nyctemera zoilides là một loài bướm đêm thuộc phân họ Arctiinae, họ Erebidae.